# Strand Esbønderup
Strand Esbønderup – miasto w Danii, w regionie Stołecznym, w gminie Gribskov.